# Ефект тестування
Ефект тестування (англ. testing effect) — це явище покращення довготермінової пам'яті, якщо певна частина навчання присвячена отриманню з пам'яті інформація яку треба запам'ятати. Цей ефект також називають практика пригадування (англ. retrieval practice), практика тестами (англ. practice testing) або навчання покращене тестами (англ. test-enhanced learning).

Навчальні картки — це застосування ефекту тестування. На зображенні показане використання програми Anki для повторення математичної формули активним пригадуванням. Спершу показується лише запитання. Після цього, для перевірки, показують відповідь.

## Зноски
1. ↑  E. Bruce Goldstein (21 червня 2010). Cognitive Psychology: Connecting Mind, Research and Everyday Experience. Cengage Learning. с. 231. ISBN 978-1-133-00912-2. Архів оригіналу за 20 листопада 2016. Процитовано 19 лютого 2019.
2. ↑  Roediger, H. L.; Butler, A. C. (2011). The critical role of retrieval practice in long-term retention (PDF). Trends in Cognitive Sciences. 15 (1): 20—27. doi:10.1016/j.tics.2010.09.003. PMID 20951630. Архів оригіналу (PDF) за 15 грудня 2017. Процитовано 5 липня 2019.
3. ↑  Dunlosky, J.; Rawson, K. A.; Marsh, E. J.; Nathan, M. J.; Willingham, D. T. (2013). Improving students' learning with effective learning techniques: Promising directions from cognitive and educational psychology. Psychological Science in the Public Interest. 14 (1): 4—58. doi:10.1177/1529100612453266. PMID 26173288.
4. ↑  Remember!. Retrieval Practice: A Powerful Strategy to Improve Learning. Архів оригіналу за 8 березня 2016. Процитовано 12 березня 2016.